# Mitsubishi 500
O Mitsubishi 500, foi o primeiro automóvel de passageiros a ser produzido logo após à Segunda Guerra Mundial pela Shin Mitsubishi Heavy Industries, Ltd, uma empresa que se viria a tornar a Mitsubishi Motors e foi apresentado em 1959 no Salão de Tóquio.
Disponível a partir do ano de 1960 e era alimentado por um motor traseiro refrigerado a ar de 493cc de dois cilindros e com apenas um carburador e debitava 21cv às 5000 rpm, tinha uma caixa manual de três velocidade e puxava às rodas traseiras.
Os travões eram de tambor e a suspensão era independente às quatro rodas, para que superasse as difíceis condições do asfalto japonês da época, com alguma suavidade e controlo para o condutor. O Chassis era monobloco para suportar os quatro passageiros como estava previsto no projecto.
Devido ao seu sucesso de vendas, o Mitsubishi 500 recebeu em 1961 um motor de 594cc com 25cv e é conhecido como Mitsubishi 500 Super DeLuxe. Esta nova versão foi o suficiente para que ele entrasse no mundo das corridas.
O Mitsubishi 500 ganhou as três primeiras posições da Classe A, de carros movidos por propulsor menores que 750cm3, no Grande Prémio de Macau em 1962 e que marcou a entrada da Mitsubishi no mundo da competição automotiva. Foi a sua maior conquista fora do mercado japonês.